# Электронное издание

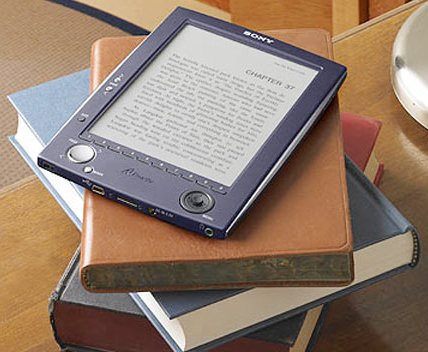

Электронное издание (также цифровое издание, онлайн-издание) — издание, записанное на носитель информации, рассчитанное на использование с помощью электронных технических устройств, представляющее собой электронный документ (группа электронных документов), прошедший редакционно-издательскую обработку, предназначенный для распространения в неизменном виде, имеющий выходные сведения.
ГОСТ Р 7.0.83-2013 описывает различные виды электронных изданий.
- по наличию печатного эквивалента;
- по природе основной информации.

Электронное издание должно быть зарегистрировано в ФГУП НТЦ «Информрегистр» в установленном порядке. Электронное издание может быть в форме веб-ресурса или распространяться на электронном носителе информации (CD- или DVD-диск, USB-флеш-накопитель).
К электронным изданиям относят мультимедиа-библиотеки, электронные журналы, книги, фотоальбомы и т. п., изданные на CD (DVD) носителях или распространяемые через интернет.
При разработке электронных изданий следует использовать возможности, предоставляемые электронной формой передачи информации. Лучшей иллюстрацией является веб-сайт. При разработке электронного издания также необходимо продумать структуру, систему навигации, дизайн, размещение информации и т. д.
Электронное издание может быть периодическим (электронный журнал, серия книг и т. п.).
Книга, статья может быть опубликована в формате HTML как страница веб-сайта. Однако, если это научная или учебная статья, то желательно иметь PDF-версию. Особенно такая версия удобна для категории читателей, предпочитающих читать текст на бумаге. Полноценное электронное издание должно содержать гиперссылки, элементы мультимедиа, элементы интерактивности. Конечно, не всё это может быть воспроизведено на бумаге. Хорошее электронное издание в полном объеме может существовать только на электронном носителе информации или в Интернете. Но очень хорошее электронное издание обязано иметь версию для печати.
Подготовка текста, оформление текста электронного издания заметно отличается от оформления печатной версии. Следует учитывать специфику чтения текста с экрана. Это и выбор шрифта (гарнитуры, размера) и межстрочного интервала и общая компоновка страницы. Для того, чтобы создать читателю комфортные условия, полезно использовать все преимущества электронного формата представления данных. Например, цвет в оформлении текстового документа, возможность увеличения изображения и т. п. Особенно важно наличие гиперссылок и всплывающих подсказок.
Особенности оформления научных статей в формате электронного издания подробно рассмотрены в заочном семинаре IT-Центра Института социологии РАН (см. http://www.isras.ru/publ.html?id=2801).
Первую российскую платформу для публикации электронных изданий на iPad, iPhone, Android создала компания Napoleonit. Платформа получила название Napoleonit Publisher. Платформа была создана в 2011 году.

## Требования, особенности
- Как и любое издание, электронное издание должно иметь ISBN (ISSN для периодических изданий). Для включения электронного издания в Перечень изданий ВАК, необходим также Номер государственной регистрации в НТЦ «Информрегистр»[1].
- Электронное издание должно иметь средства автозапуска, если используется CD- или DVD-носитель.
- Электронное издание должно иметь систему навигации, меню, как это принято для web-ресурсов.
- Желательно наличие гиперссылок в самом документе.

## Оформление библиографического описания
При оформлении библиографического описания на электронное издание на сайте следует придерживаться следующего правила:
- Название материала — заголовок HTML-страницы или другого документа;
- Сведения об ответственности, если имеется (ответственный редактор и т. п.);
- Обозначение, которое согласно ГОСТу используется для указания того издания, в котором опубликован материал, т. е. в данном случае, на сайте;
- Название сайта в том виде, как оно указано в шапке сайта (не надо путать с URL);
- Слово URL и адрес страницы;
- Сведения о дате обращения (дате посещения) данной страницы. Эта дата информирует читателя о том, когда данный материал можно было прочитать на сайте.

## Различение типологии электронных изданий согласно ГОСТ Р 7.0.83-2013
По наличию печатного эквивалента электронный аналог печатного издания:
- Электронное издание, в основном воспроизводящее соответствующее печатное издание (расположение текста на страницах, иллюстрации, ссылки, примечания и т. п.);
- Самостоятельное электронное издание: Электронное издание, не имеющее печатных аналогов.

По природе основной информации: 
- Текстовое (символьное) электронное издание: электронное издание, содержащее преимущественно текстовую информацию, представленную в форме, допускающей посимвольную обработку;
- Изобразительное электронное издание: электронное издание, содержащее преимущественно электронные образы объектов, рассматриваемых как целостные графические сущности, представленных в форме, допускающей просмотр и печатное воспроизведение, но не допускающей посимвольной обработки.

## Примеры
- Российская газета — электронное издание, в основном воспроизводящее соответствующее печатное издание.
- Электронный каталог исторического музея — изобразительное электронное издание.
- Также примером электронных изданий могут являться электронные энциклопедии, такие как Википедия.